# Паркс (Небраска)
Паркс (англ. Parks) — переписна місцевість (CDP) в США, в окрузі Данді штату Небраска. Населення — 12 осіб (2020).

## Географія
Паркс розташований за координатами 40°2′37″ пн. ш. 101°43′30″ зх. д. / 40.04361° пн. ш. 101.72500° зх. д. (40.043620, -101.725113).  За даними Бюро перепису населення США в 2010 році переписна місцевість мала площу 0,46 км², уся площа — суходіл.

## Демографія
Згідно з переписом 2010 року, у переписній місцевості мешкали 23 особи в 11 домогосподарстві у складі 7 родин. Густота населення становила 50 осіб/км².  Було 15 помешкань (33/км²).
Расовий склад населення:
| - 100,0 % — білих |

До двох чи більше рас належало 0,0 %. Частка іспаномовних становила 0,0 % від усіх жителів.
За віковим діапазоном населення розподілялося таким чином: 21,7 % — особи молодші 18 років, 52,2 % — особи у віці 18—64 років, 26,1 % — особи у віці 65 років та старші. Медіана віку мешканця становила 55,5 року. На 100 осіб жіночої статі у переписній місцевості припадало 130,0 чоловіків;  на 100 жінок у віці від 18 років та старших — 157,1 чоловіків також старших 18 років.
Цивільне працевлаштоване населення становило 0 осіб. 